# Tây Ngụy Cung Đế
Tây Ngụy Cung Đế (西魏恭帝) (537–557), tên húy là Nguyên Khuếch (元廓), sau đổi thành Thác Bạt Khuếch (拓拔廓), là hoàng đế cuối cùng của triều đại Tây Ngụy trong lịch sử Trung Quốc. Ông được lập làm hoàng đế vào năm 554 sau khi anh trai ông là Phế Đế bị tướng Vũ Văn Thái phế truất. Ông chỉ có ít quyền lực trên thực tế, và đến năm 556, sau khi Vũ Văn Thái chết, cháu trai của ông ta là Vũ Văn Hộ (宇文護) (người giám hộ cho con trai Vũ Văn Thái là Vũ Văn Giác) đã buộc Cung Đế phải nhường ngôi cho Vũ Văn Giác, chấm dứt triều Tây Ngụy và mở ra triều Bắc Chu. Cựu hoàng đế bị giết vào năm 557. Do nhà nước kế thừa khác của Bắc Ngụy là Đông Ngụy đã sụp đổ vào năm 550, Cung Đế cũng có thể được coi là hoàng đế cuối cùng của Bắc Ngụy.

## Bối cảnh
Nguyên Khuếch sinh năm 537, là con trai thứ tư của Văn Đế. Danh tính của mẫu thân ông không được ghi lại trong sử sách. Năm 548, Văn Đế lập ông làm Tề vương. Tuy nhiên, sử sách không nói gì khác về các hoạt động của ông trong thời gian trị vì của phụ hoàng, trong thời kỳ đó Vũ Văn Thái nắm giữ phần lớn quyền lực. Quyền lực của Vũ Văn Thái thậm chí còn trở nên vững chắc hơn sau khi Văn Đế qua đời vào năm 551 và anh trai Nguyên Khuếch là Nguyên Khâm lên kế vị (tức Phế Đế). Trong thời gian giữ tước hiệu Tề vương, ông đã lấy con gái của tướng Nhược Can Huệ (若干惠) làm vương phi.
Năm 554, Phế Đế tức giận trước việc Vũ Văn Thái xử tử Nguyên Liệt (元烈) năm 553 nên đã âm mưu giết chết Vũ Văn Thái. Tuy nhiên, kế hoạch bị bại lộ và Vũ Văn Thái đã phế truất Phế Đế. Vũ Văn Thái lựa chọn Nguyên Khuếch làm người kế vị (tức Cung Đế). Đồng thời, Vũ Văn Thái cải họ của hoàng tộc từ Nguyên trở lại là Thác Bạt, đảo ngược sự thay đổi mà Hiếu Văn Đế ra lệnh từ năm 496.

## Trị vì
Cung Đế thậm chí còn bất lực hơn phụ thân và huynh trưởng, và quyền lực vẫn nằm trong tay nhà Vũ Văn. Cung Đế lập Nhược Can vương phi làm hoàng hậu. Đến năm 554, Vũ Văn Thái hạ độc giết chết Phế Đế. Cuối năm đó, một đội quân do Vũ Văn Thái phái đi do Vu Cẩn (于謹) chỉ huy đã chiếm được kinh thành Giang Lăng (江陵, nay thuộc Kinh Châu, Hồ Bắc) của Lương, bắt giữ và xử tử Lương Nguyên Đế. Đến mùa xuân năm 555, Cung Đế phong Tiêu Sát, một cháu trai của Nguyên Đế, làm hoàng đế của Lương (tức Tuyên Đế), song Tiêu Sát không được hầu hết các bá quan văn võ Lương công nhận, thay vào đó họ công nhận Tiêu Uyển Minh (蕭淵明), một người được Bắc Tề ủng hộ, làm hoàng đế.
Đến năm 555, Vũ Văn Thái yêu cầu Hoài An vương Thác Bạt Dục (拓拔育) trình một đề xuất cho Cung Đế để giáng các thân vương xuống tước công, và Cung Đế đã phê chuẩn. Vào mùa xuân năm 556, theo ý của Vũ Văn Thái nhằm tổ chức lại cơ cấu chính quyền để tương ứng với cấu trúc của nhà Chu, triều đình được tái tổ chức thành lục bộ.
Mùa thu năm 556, khi Vũ Văn Thái đang đi kinh lý các châu miền bắc, ông ta lâm bệnh tại Khiên Đồn sơn (牽屯山, nay thuộc Cố Nguyên, Ninh Hạ). Vũ Văn Thái đã triệu cháu trai của mình là Vũ Văn Hộ đến Khiên Đồn sơn và ủy thác các công việc của đất nước cũng như các con trai của ông ta cho Vũ Văn Hộ. Vũ Văn Thái qua đời ngay sau đó, và người con trai mới 14 tuổi Vũ Văn Giác đã kế thừa tước hiệu của ông, trong khi Vũ Văn Hộ nắm quyền kiểm soát đất nước. Cung Đế sau đó buộc phải phong cho Vũ Văn Giác tước hiệu lớn hơn là Chu công.
Đến mùa xuân năm 557, Vũ Văn Hộ cho rằng Vũ Văn Giác cần danh hiệu hoàng đế để khẳng định quyền lực nên đã buộc Cung Đế phải nhường ngôi, chấm dứt triều đại Tây Ngụy và lập nên triều đại Bắc Chu.

## Qua đời
Vũ Văn Giác (Hiếu Mẫn Đế) ban đầu lập Thác Bạt Khuếch làm Tống công. Tuy nhiên, chưa đầy một tháng sau khi nhường ngôi, Thác Bạt Khuếch đã bị giết chết. Vợ ông, tức Nhược Can Hoàng hậu trước đây, trở thành một ni cô.